# Rivière Nominingue
Pour les articles homonymes, voir Nominingue.
La rivière Nominingue est un tributaire de la rivière Rouge laquelle se déverse sur la rive nord de la rivière des Outaouais. La rivière Nominingue coule dans la municipalité de Rivière-Rouge, dans la municipalité régionale de comté (MRC) de Antoine-Labelle, dans la région administrative des Laurentides, au Québec, au Canada.
Dès le seconde moitié du XIXe siècle, la foresterie a été l'activité économique dominante dans les zones traversées par la rivière. Avec la venue du chemin de fer dans les Laurentides au XIXe siècle, les activités récréotouristiques ont été mises en valeur.

## Géographie
Les bassins versants voisins de la rivière Nominingue sont :
- côté nord :
- côté est :
- côté sud : rivière Rouge ;
- côté ouest :

La rivière Nominingue coule généralement vers le sud dans Les Laurentides en territoire forestier pour aller se déverser sur la rive ouest de la rivière Rouge.

## Toponymie
D'origine amérindienne (nation algonquine), cet hydronyme signifie vermillon.
Le toponyme Rivière Nominingue a été officialisé le 5 décembre 1968 à la Commission de toponymie du Québec.